# Joseph Laban
Joseph Laban, né à Toulouse en 1756 et mort le 2 avril 1827 à Paris, est un homme d'Église français.

## Biographie
Il est attaché en 1791 au collège de la Flèche, avec Noël-Gabriel-Luce Villar, qui l'attire près de lui. Prêtre de la doctrine chrétienne, il devient le premier vicaire épiscopal de la Mayenne après l'élection de Villar comme évêque constitutionnel de la Mayenne. Il est un des rédacteurs du journal Le Patriote du département de la Mayenne. Lors de la Terreur, il déclare à l'administration du département qu'il renonçait au métier de prêtre. Il ne prend point part à la Terreur, et est mis à la tête du collège de Laval, et de la bibliothèque. En 1807, il quitte Laval, et devint précepteur des enfants du Maréchal Henri-Jacques-Guillaume Clarke, duc de Feltre, ministre de la guerre. C'était pour Isidore Boullier un homme remarquable par son esprit et son instruction.
Joseph Laban est inhumé au cimetière du Montparnasse  et ses restes y reposent jusqu'en septembre 1974 où ils ont été transférés dans l'ossuaire du Cimetière du Père-Lachaise. .